# Garding
Garding là một đô thị tại huyện Nordfriesland, trong bang Schleswig-Holstein, nước Đức. Đô thị này có diện tích 3,06 km², dân số thời điểm 31 tháng 12 năm 2006 là 2688 người. Garding nằm trên bán đảo Eiderstedt.